# Alda di Siena
Aldobrandesca, detta Alda (Siena, 1249 – Siena, 1309), è stata una mistica e infermiera italiana, terziaria della congregazione delle suore dell'umiltà di Maria.
È venerata come beata dalla Chiesa cattolica, che la ricorda il giorno 26 aprile.